# Бочкари (Гагарінський район)
Бочкари (рос. Бочкари)  — присілок Гагарінського району Смоленської області Росії. Входить до складу Покровське сільське поселення.
Населення —  8 осіб. 